# Långmyrtjärnen (Nordingrå socken, Ångermanland)
Långmyrtjärnen är en sjö i Kramfors kommun i Ångermanland och ingår i Nätraån-Ångermanälvens kustområde.